# Masarrochos
Masarrochos o Masarrojos (en valenciano y oficialmente Massarrojos) es una pedanía de la ciudad de Valencia (España) perteneciente al distrito de los Poblados del Norte. Limita al oeste con Rocafort, al este y al norte con Moncada y al sur con Borbotó. Su población censada en 2018 era de 2.498 habitantes, lo que lo convierte en el núcleo más poblado del distrito de los Poblados del Norte. Su casco está contiguo al de Moncada, que a la vez lo está al de Alfara del Patriarca, conformando las tres poblaciones una conurbación de más de 25.000 habitantes. Fue un municipio independiente hasta 1899, año en que pasó a ser una pedanía de Valencia.

## Historia
Masarrochos fue en origen una alquería andalusí. Su nombre, antiguamente escrito Maçarroyos, proviene del árabe منزل (manzil), que significa "posada" o "mansión", aunque la segunda parte no ha sido identificada. El 13 de febrero de 1248 la compró Ximén Pérez d'Arenós, que el 23 de mayo de 1251 la permutó, junto con Benifaraig, por Albentosa (Teruel). Pasó a la Orden del Temple y tras la disolución de ésta, a la de Montesa. Fue Fray Pedro de Ager el primero que dio a poblar el lugar con familias cristianas. Ya en 1699, Massarrojos contaba con 15 casas y 180 vecinos. En el Diccionario de Madoz (1845-1850) aparece la siguiente descripción:

L[ugar] con ayunt[amiento] [...] sit[uado] en terreno llano, como es la frondosa huerta de Valencia, junto á la acequia de su nombre [...] Tiene 104 casas, que forman 6 calles y 2 plazas; casa de ayunt[amiento], igl[esia] parr[oquial] (San Abdon y Senen) [...] y un cementerio sit[uado] a 500 pasos N. de la pobl[ación]. Los vec[inos] se surten para sus usos de las aguas de pozos que hay en todas las casas. Confina el térm[ino] por N. y E. con el de Moncada; S. Borbotó y O. Rocafort: su estension de N. á S. 1/4 de hora y 1/2 id. de E. á O. [...] El terreno es secano de primera calidad, y de regadío plantado de moreras. Prod[uce]: seda, trigo, maiz, alubias, habas y hortaliza; mantiene el poco ganado lanar, que consumen los vec[inos]. Ind[ustria]: la agrícola, aunque la mayor parte de los hab[itantes] se ocupan se ocupan en las canteras que hay en el térm[ino], cuya ind[ustra] propera por la gran cantidad de piedra que Valencia consume en sus edificios; hay también 2 tiendas de comestibles. Pobl[ación]: 52 vec[inos], 335 alm[as] [...]
Diccionario de Madoz

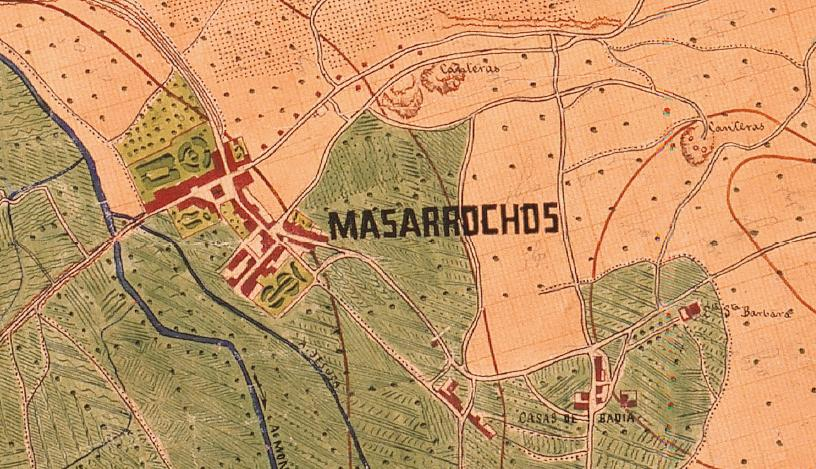
Masarrochos en 1883.

Perteneció al partido judicial Moncada hasta 1899, en que, por decisión propia del lugar, pasó a pertenecer a Valencia.

## Geografía humana

### Demografía
| Gráfica de evolución demográfica de Masarrochos entre 1842 y 1897 |
| |
| Población de derecho según los censos de población del INE Población de hecho según los censos de población del INEEntre el censo de 1900 y el anterior, este municipio desaparece porque se integra en el municipio 46250 (Valencia) |

Masarrochos, tradicionalmente un núcleo pequeño, ha visto como su población crecía muy rápidamente durante el siglo XX y XXI, hasta el punto de que en 1990 rebasó a Carpesa como núcleo más poblado de los Poblados del Norte. Este aumento viene en consonancia con su cercanía geográfica a Moncada, localidad con la que se conurbó a finales de la década de 1960.
| Población | 606 | 787 | 1200 | 1391 | 1743 | 1302 | 1137 | 1180 | 1119 | 1099 | 1449 | 2015 | 2248 |

### Urbanismo
Sobre 1850 el núcleo de Masarrochos estaba conformado por seis calles, dos plazas y 104 casas, dos de ellas "tiendas de comestibles". En la actualidad el casco urbano aparece casi inalterado, aunque el extremo este se halla contiguo al ensache oeste de Moncada.

### Transportes
A Masarrochos se puede acceder por la carretera CV-308 desde Rocafort y Valencia. Cuenta además con una estación de Metro Valencia, Massarrojos.

### Economía
Durante el siglo XVIII la actividad principal era la extracción de piedra para la construcción y el cultivo de la morera, para abastecer la industria de la seda de Valencia. En una de las canteras se ha encontrado cerámica andalusí, lo que denota la antigüedad de esta ocupación.

## Política
Masarrochos depende del Ayuntamiento de Valencia en consideración de barrio del distrito de Poblados del Norte (en valenciano Poblats del Nord). Sin embargo, dada su condición de poblamiento rural, cuenta, de acuerdo con las leyes estatales y autonómicas pertinentes, con un alcalde de barrio que se encarga de velar por el buen funcionamiento del barrio y de las relaciones cívicas, firmar informes administrativos y elevar al ayuntamiento de la ciudad las propuestas, sugerencias, denuncias y reclamaciones de los vecinos.

## Servicios públicos

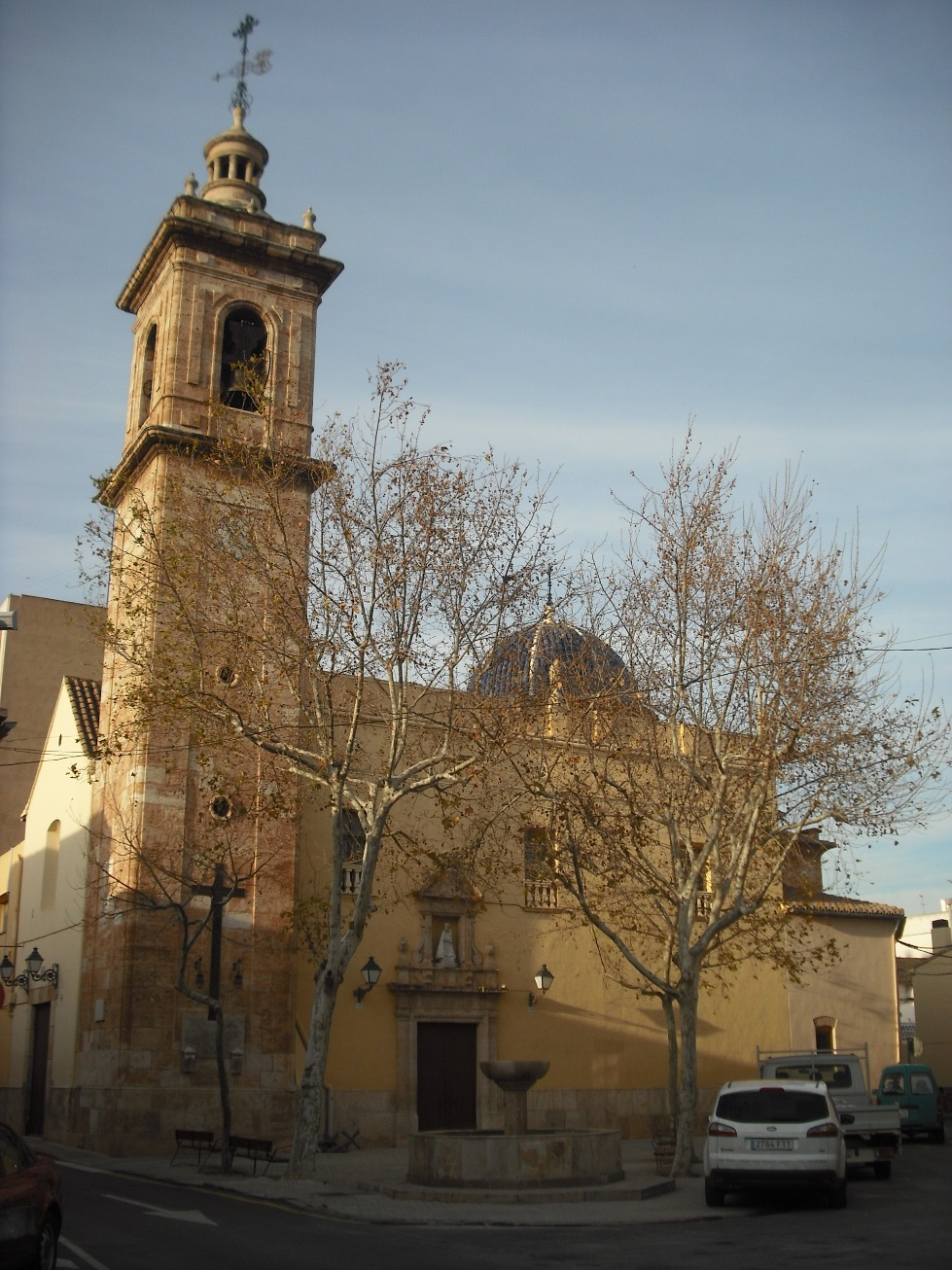
Iglesia parroquial de Masarrochos.

Masarrochos cuenta con un consultorio médico auxiliar y con una Instalación Deportiva Elemental, que incluye 1 pista polideportiva,
así como un Centro de Actividades para personas mayores, que ofrece actividades socioculturales, de mantenimiento físico y diversos talleres y cursos. También dispone de cementerio.

## Patrimonio
- Iglesia parroquial de la Asunción: Originalmente tuvo planta rectangular y una sola nave, pero sufrió reformas en el siglo XVII, añadiéndosele el crucero y el ábside, por lo que la planta actual es de cruz latina. El campanario empezó a construirse el 27 de agosto de 1887 y se terminó el 7 de julio de 1895, día en que se colocó la veleta. Su característica principal es que está enteramente hecho de piedra, a diferencia de la mayoría de los campanarios de la comarca, y esto se debe a que la construyeron los propios habitantes del entonces municipio, dedicados principalmente a la extracción de piedra y su talla.[5]
- Reloj de sol: Situado en la fachada de un caserón cercano a la iglesia, data de finales del siglo XIX o principios del XX, y fue restaurado en 1986.[5]

## Cultura
Masarrochos celebra sus fiestas patronales del 3 de julio al 1 de agosto. Además, cuenta con una sede de la Universidad Popular de Valencia, en la que se realizan actividades de culturización, expresión plástica y corporal y formación ocupacional, entre otras. Existe asimismo una agrupación musical, la Agrupació Musical de Massarrojos.